# Дискография Мити Фомина
Дискография российского поп-певца Мити Фомина включает в себя: 3 полноценных студийных альбома, 2 мини-альбома, 35 синглов, 24 видеоклипа, 2 саундтрека.

## Альбомы

### Сольно

#### Полноценные альбомы
| Год                                                                           | Название | Позиции в чартах  | Продажи |
| Год                                                                           | Название | 2М Россия. Топ-25 | Продажи |
| ----------------------------------------------------------------------------- | --- | ----------------- | ------- |
| 2010                                                                          | Так будет - Выпущен: 27 июля 2010 - Лейбл: Gala Records - Форматы: CD, цифровая дистрибуция                   | 19                | —       |
| 2013                                                                          | Наглый ангел - Выпущен: 6 мая 2013 - Лейбл: Gala Records - Форматы: CD+DVD, цифровая дистрибуция              | —                 | —       |
| 2016                                                                          | Завтра будет всё по-другому - Выпущен: 2 декабря 2016 - Лейбл: Media Land - Форматы: CD, цифровая дистрибуция | —                 | —       |
| «—» означает, что релиз не попал в чарт страны; продажи не были опубликованы. | |                   |         |

#### Акустические альбомы
| Год                                                                           | Название                                                                                    | Позиции в чартах  | Продажи |
| Год                                                                           | Название                                                                                    | 2М Россия. Топ-25 | Продажи |
| ----------------------------------------------------------------------------- | ------------------------------------------------------------------------------------------- | ----------------- | ------- |
| 2018                                                                          | 4х4. Акустика - Выпущен: 23 ноября 2018 - Лейбл: Media Land - Форматы: Цифровая дистрибуция | —                 | —       |
| «—» означает, что релиз не попал в чарт страны; продажи не были опубликованы. |                                                                                             |                   |         |

#### Мини-альбомы
| Год                                                                           | Название                                                                                            | Позиции в чартах  | Продажи |
| Год                                                                           | Название                                                                                            | 2М Россия. Топ-25 | Продажи |
| ----------------------------------------------------------------------------- | --------------------------------------------------------------------------------------------------- | ----------------- | ------- |
| 2020                                                                          | Апрель - Выпущен: 27 марта 2020 - Лейбл: All Stars Music - Форматы: Цифровая дистрибуция            | —                 | —       |
| 2020                                                                          | Слышь, да ладно - Выпущен: 30 октября 2020 - Лейбл: All Stars Music - Форматы: Цифровая дистрибуция | —                 | —       |
| «—» означает, что релиз не попал в чарт страны; продажи не были опубликованы. | |                   |         |

### В составе «Hi-Fi»
| Год  | Название                                                                                                  |
| ---- | --- |
| 1999 | Первый контакт - Выпущен: 18 февраля 1999 - Лейбл: REAL Records - Форматы: CD, кассета                    |
| 1999 | Репродукция - Выпущен: 10 августа 1999 - Лейбл: REAL Records - Форматы: CD, кассета                       |
| 2001 | Запоминай - Выпущен: февраль 2001 - Лейбл: REAL Records - Форматы: CD, кассета                            |
| 2002 | Disc & Jockey remixes: Новая коллекция 2002 - Выпущен: 1 января 2002 - Лейбл: Iceberg Music - Форматы: CD |

| Год  | Название                                                                                        |
| ---- | ----------------------------------------------------------------------------------------------- |
| 1999 | Звёздная серия - Выпущен: 1999 - Лейбл: Star Records - Форматы: CD, кассета                     |
| 2002 | Best - Выпущен: 15 июня 2002 - Лейбл: REAL Records - Форматы: CD, кассета                       |
| 2005 | Любовное настроение - Выпущен: 15 июня 2005 - Лейбл: REAL Records - Форматы: CD                 |
| 2008 | Best 1 - Выпущен: 22 сентября 2008 - Лейбл: Монолит Рекордс - Форматы: CD, цифровая дистрибуция |

## Синглы и песни

### Сольная карьера
| Год                                            | Название                                               | Чарты                | Чарты                | Чарты               | Чарты              | Чарты         | Альбом                      |
| Год                                            | Название                                               | Российский радиочарт | Московский радиочарт | Питерский радиочарт | Киевский радиочарт | Годовой общий | Альбом                      |
| ---------------------------------------------- | ------------------------------------------------------ | -------------------- | -------------------- | ------------------- | ------------------ | ------------- | --------------------------- |
| 2009                                           | «Две земли»                                            | 36                   | 66                   | 78                  | —                  | 97            | Так будет                   |
| 2010                                           | «Вот и всё»                                            | 8                    | 8                    | 10                  | 64                 | 12            | Так будет                   |
| 2010                                           | «Всё будет хорошо»                                     | 3                    | 2                    | 1                   | 5                  | 8             | Так будет                   |
| 2010                                           | «Перезимуем»                                           | 14                   | 23                   | 38                  | 56                 | 81            | Наглый ангел                |
| 2011                                           | «Огни большого города (Paninaro)»                      | 9                    | 14                   | 14                  | 3                  | 11            | Наглый ангел                |
| 2011                                           | «Не манекен»                                           | 121                  | —                    | —                   | —                  | 190           | Наглый ангел                |
| 2011                                           | «Садовник»                                             | 42                   | 43                   | 54                  | —                  | 97            | Так будет                   |
| 2012                                           | «Хорошая песня»                                        | 20                   | 35                   | 54                  | 8                  | 45            | Наглый ангел                |
| 2012                                           | «Восточный экспресс»                                   | 21                   | 36                   | 45                  | 33                 | 88            | Наглый ангел                |
| 2013                                           | «Домой»                                                | 53                   | 71                   | 80                  | —                  | 75            | Завтра будет всё по-другому |
| 2014                                           | «Едва дыша»                                            | —                    | —                    | —                   | —                  | —             | Завтра будет всё по-другому |
| 2014                                           | «Завтра будет всё по-другому»                          | —                    | —                    | —                   | —                  | —             | Завтра будет всё по-другому |
| 2015                                           | «Вот так вот я люблю тебя»                             | —                    | —                    | —                   | —                  | —             | Завтра будет всё по-другому |
| 2015                                           | «Чужие сны»                                            | —                    | —                    | —                   | —                  | —             | Завтра будет всё по-другому |
| 2015                                           | «Новый день» (совместно с Детским хором Игоря Крутого) | —                    | —                    | —                   | —                  | —             | без альбома                 |
| 2015                                           | «Новый день» (совместно с Антоном Азаровым)            | —                    | —                    | —                   | —                  | —             | без альбома                 |
| 2016                                           | «Следуй за солнцем»                                    | —                    | —                    | —                   | —                  | —             | без альбома                 |
| 2016                                           | «Мобилка»                                              | —                    | —                    | —                   | —                  | —             | без альбома                 |
| 2016                                           | «Найти и не терять»                                    | —                    | —                    | —                   | —                  | —             | Завтра будет всё по-другому |
| 2017                                           | «Нравишься»                                            | —                    | —                    | —                   | —                  | —             | без альбома                 |
| 2017                                           | «Журавлик» (совместно с KrisTina)                      | —                    | —                    | —                   | —                  | —             | без альбома                 |
| 2017                                           | «Быть рядом»                                           | —                    | —                    | —                   | —                  | —             | без альбома                 |
| 2018                                           | «Спасибо, сердце» (совеместно с Альбиной Джанабаевой)  | —                    | —                    | —                   | —                  | —             | без альбома                 |
| 2018                                           | «Бомба лета»                                           | —                    | —                    | —                   | —                  | —             | без альбома                 |
| 2018                                           | «Зал ожидания»                                         | —                    | —                    | —                   | —                  | —             | без альбома                 |
| 2019                                           | «Танцы на работе»                                      | —                    | —                    | —                   | —                  | —             | без альбома                 |
| 2019                                           | «На вершине мира»                                      | —                    | —                    | —                   | —                  | —             | без альбома                 |
| 2019                                           | «Всё будет ауенно»                                     | —                    | —                    | —                   | —                  | —             | без альбома                 |
| 2020                                           | «Дети земли»                                           | —                    | —                    | —                   | —                  | —             | без альбома                 |
| 2020                                           | «Одиночество в толпе»                                  | —                    | —                    | —                   | —                  | —             | Апрель                      |
| 2020                                           | «Песни по кругу»                                       | —                    | —                    | —                   | —                  | —             | Апрель                      |
| 2020                                           | «Дети земли» (совеместно с Анной Семенович)            | —                    | —                    | —                   | —                  | —             | без альбома                 |
| 2020                                           | «ПятницаВечер» (совеместно с DJ Groove)                | —                    | —                    | —                   | —                  | —             | без альбома                 |
| 2020                                           | «ТанцЫна»                                              | —                    | —                    | —                   | —                  | —             | без альбома                 |
| 2020                                           | «Танцы обо мне»                                        | —                    | —                    | —                   | —                  | —             | без альбома                 |
| «—» означает, что песня отсутствовала в чарте. |                                                        |                      |                      |                     |                    |               |                             |

### В составе «Hi-Fi»
| Год                                           | Название                 | Чарты                | Альбом              |
| Год                                           | Название                 | Российский радиочарт | Альбом              |
| --------------------------------------------- | ------------------------ | -------------------- | ------------------- |
| 1998                                          | Ты прости                | —                    | Первый контакт      |
| 1998                                          | Не дано                  | —                    | Первый контакт      |
| 1999                                          | Беспризорник             | —                    | Первый контакт      |
| 1999                                          | Чёрный ворон             | —                    | Репродукция         |
| 1999                                          | Про лето                 | —                    | Репродукция         |
| 2000                                          | Он (Запоминай)           | —                    | Запоминай           |
| 2000                                          | Глупые люди              | —                    | Запоминай           |
| 2000                                          | За мной                  | —                    | Запоминай           |
| 2001                                          | Так легко                | —                    | Запоминай           |
| 2002                                          | Я люблю                  | —                    | Best                |
| 2002                                          | СШ #7 (А мы любили)      | —                    | Best                |
| 2004                                          | Седьмой лепесток         | 2                    | Любовное настроение |
| 2004                                          | Билет                    | 1                    | Best 1              |
| 2004                                          | Беда                     | 4                    | Best 1              |
| 2005                                          | Берега                   | 11                   | Best 1              |
| 2006                                          | Взлетай                  | 62                   | Best 1              |
| 2006                                          | По следам                | 1                    | —                   |
| 2008                                          | Право на счастье         | 28                   | —                   |
| 2008                                          | Седьмой лепесток (Remix) | 70                   | —                   |
| 2008                                          | Мы не ангелы             | 20                   | —                   |
| 2018                                          | Алла                     | —                    | —                   |
| 2018                                          | Разбуди меня             | —                    | —                   |
| «—» означает, что чарты не были опубликованы. |                          |                      |                     |

## Видеоклипы

### Сольно
| Год  | Клип                                        | Режиссёр            | Альбом                        |
| ---- | ------------------------------------------- | ------------------- | ----------------------------- |
| 2009 | Две земли                                   | Евгений Курицын     | «Так будет»                   |
| 2010 | Всё будет хорошо (при уч. StuFF)            | Митя Фомин          | «Так будет»                   |
| 2010 | Перезимуем (при уч. StuFF)                  | Митя Фомин          | «Наглый ангел»                |
| 2011 | Огни большого города (Paninaro)             | Митя Фомин          | «Наглый ангел»                |
| 2011 | Не манекен (при уч. Кристина Орса)          | Марат Адельшин      | «Наглый ангел»                |
| 2011 | Садовник                                    | Митя Фомин          | Так будет                     |
| 2012 | Хорошая песня                               | Митя Фомин          | «Наглый ангел»                |
| 2013 | Восточный экспресс                          | Митя Фомин          | «Наглый ангел»                |
| 2013 | Домой                                       | Митя Фомин          | «Завтра будет всё по другому» |
| 2014 | Завтра будет всё по-другому                 | Митя Фомин          | «Завтра будет всё по другому» |
| 2015 | Вот так вот я люблю тебя                    | Митя Фомин          | «Завтра будет всё по другому» |
| 2015 | Чужие сны                                   | Тарас Голубков      | «Завтра будет всё по другому» |
| 2016 | Следуй за солнцем                           | нет данных          | «Завтра будет всё по другому» |
| 2016 | Мобилка (как FOMKA)                         | нет данных          | «Завтра будет всё по другому» |
| 2017 | Найти и не терять                           | Александр Филатович | без альбома                   |
| 2017 | Нравишься                                   | Рина Касюра         | без альбома                   |
| 2017 | Журавлик (при уч. KrisTina)                 | нет данных          | без альбома                   |
| 2017 | Быть рядом                                  | Рина Касюра         | без альбома                   |
| 2018 | Спасибо сердце (при уч. Альбина Джанабаева) | Юджин               | без альбома                   |
| 2019 | Танцы на работе                             | нет данных          | без альбома                   |
| 2019 | На вершине мира                             | нет данных          | без альбома                   |
| 2020 | Всё будет ауенно                            | Валентин Савин      | без альбома                   |
| 2020 | ПятницаВечер (при уч. DJ Groove)            | нет данных          | без альбома                   |
| 2020 | Танцуй и жги (mood video)                   | нет данных          | без альбома                   |
| 2022 | Удивительная                                | alishermusic        | без альбома                   |

### В составе «Hi-Fi»
| Год  | Название                 | Режиссёр                        |
| ---- | ------------------------ | ------------------------------- |
| 1998 | Не дано                  | Алишер, Эрик Чантурия           |
| 1999 | Беспризорник             | Василий Бледнов, Сергей Бледнов |
| 1999 | Чёрный ворон             | Александр Солоха                |
| 1999 | Про лето                 | Василий Бледнов, Сергей Бледнов |
| 2000 | Глупые люди              | Артур Гимпель                   |
| 2002 | Я люблю                  | Максим Рожков                   |
| 2002 | СШ #7 (А мы любили)      | Максим Рожков                   |
| 2004 | Беда                     | Павел Есенин                    |
| 2007 | По следам                | Эрик Чантурия                   |
| 2007 | Седьмой лепесток (Remix) | Евгений Курицын                 |
| 2008 | Мы не ангелы             | Алан Бадоев                     |
| 2018 | Разбуди меня             | Павел Есенин                    |

## Саундтреки
| Год  | Песня                                    | Фильм                |
| ---- | ---------------------------------------- | -------------------- |
| 2010 | Под двумя разными одеялами (feat. Слава) | Приключения в Вегасе |
| 2011 | Стэп бай стэп (feat. Юлия Беретта)       | Стэп бай стэп        |